# Знаменка (Алатирський район)
Зна́менка (рос. Знаменка, чув. Знаменка) — селище у складі Алатирського району Чувашії, Росія. Входить до складу Алтишевського сільського поселення.
Населення — 33 особи (2010; 50 у 2002).
Національний склад:
- росіяни — 64 %
- мордва — 34 %